# 여현수
여현수(1982년 9월 21일 ~ )는 대한민국의 배우이다. 2016년에 배우 활동을 중단하고, 한동안은 재무설계사로 근무했으며, 현재는 본가가 있는 제주도에 거주하면서 서귀포시 성산읍에서 '이스틀리'라는 카페를 운영하고 있다.

## 학력
- 심원고등학교 졸업
- 중앙대학교 연극학과 중퇴
- 중부대학교 연극영화학과 학사

## 출연

### 드라마
| 연도 | 방송사  | 제목                               | 역할        | 비고     |
| ---- | ------- | ---------------------------------- | ----------- | -------- |
| 1999 | MBC     | 허준                               | 김상화      |          |
| 2000 | MBC     | 나쁜 친구들                        |             |          |
| 2000 | MBC     | 논스톱                             |             |          |
| 2000 | MBC     | 꽃보다 아름다운 그녀               | 정동욱      |          |
| 2001 | MBC     | 호텔리어                           | 호텔 웨이터 |          |
| 2001 | KBS2    | KBS 드라마시티 - Thanks to         | 진영        |          |
| 2002 | MBC     | 사랑을 예약하세요                  | 박성진      |          |
| 2002 | SBS     | 오남매                             | 한호식      |          |
| 2002 | SBS     | 순수의 시대                        | 김민수      | 2회 하차 |
| 2003 | MBC     | 한뼘드라마 - 마지막 춤은 나와 함께 | 여현수      |          |
| 2003 | KBS1    | 누구에게나 마음속의 강물은 흐른다  | 승환        | 특집극   |
| 2003 | SBS     | 연인                               | 유지섭      |          |
| 2004 | SBS     | 소풍가는 여자                      | 진병태      |          |
| 2006 | MBC     | MBC 베스트극장 - 엘비스            | 이병수      |          |
| 2010 | MBC     | 동이                               | 게둬라      |          |
| 2011 | MBC     | 위험한 여자                        | 강동민      |          |
| 2011 | 채널CGV | TV 방자전                          | 이몽룡      |          |
| 2015 | OCN     | 귀신 보는 형사 처용 2              | 한규혁      |          |

### 영화
| 연도 | 제목                     | 역할        | 비고                |
| ---- | ------------------------ | ----------- | ------------------- |
| 2000 | 번지점프를 하다          | 임현빈      |                     |
| 2002 | 남자 태어나다            | 김해삼      |                     |
| 2006 | 홀리데이                 | 민수        |                     |
| 2006 | 스승의 은혜              | 이세호      |                     |
| 2010 | 서서 자는 나무           | 강석우      |                     |
| 2012 | 이방인들                 | 석이        |                     |
| 2013 | 아티스트 봉만대          | 남자 주인공 |                     |
| 2016 | 감출 수 없는 본능 - 몰카 | 강 형사     | 배우활동 마지막작품 |

### 방송
| 연도 | 방송사 | 프로그램    | 출연 기간                         | 비고   |
| ---- | ------ | ----------- | --------------------------------- | ------ |
| 2013 | KBS1   | 인간극장    | 2013년 3월 18일 ~ 2013년 3월 22일 |        |
| 2014 | KBS2   | 엄마의 탄생 | 2014년 1월 30일 ~ 2014년 2월 6일  | 파일럿 |

## 수상
- 2001년 제37회 백상예술대상 영화부문 남자신인연기상